# Ilana Hammerman
Ilana Hammerman (Haifa, 1944) is een Israëlisch schrijfster en mensenrechtenactiviste. Ze is vooral bekend van haar burgerlijke ongehoorzaamheid tegenover de onderdrukking van de Palestijnen.

## Biografie
Hammerman studeerde in Jeruzalem, Parijs en Bielefeld. 
Hammerman is directeur van de uitgeverij Am Oved. Daarnaast is ze columniste bij de krant Haaretz. 
Hammerman was bestuurslid van de mensenrechtenorganisatie B'Tselem en inspirator van een campagne tegen de bezetting van de Palestijnse gebieden. 

## Publicaties
Enkele belangrijke publicaties
- A woman on her own (2016), vertaald in het Nederlands als Een vrouw alleen (2019)[3][4]

- Biblioteca Nacional de España: XX964066
- Bibliothèque nationale de France: cb12963512b (data)
- CiNii: DA12599267
- Gemeinsame Normdatei: 103709835
- International Standard Name Identifier: 0000 0000 8154 0826
- Library of Congress Control Number: n80038946
- Nationale Bibliotheek van Israël: 987007271777505171
- Nederlandse Thesaurus van Auteursnamen: 067788254
- Réseau des bibliothèques de Suisse occidentale: 02-A003344668
- Système universitaire de documentation: 076810690
- Virtual International Authority File: 73984224
- WorldCat: E39PBJfcTctJQxwvmq4MtCdqQq